# وستشلت
وستشلت (به سوئدی: Västerslätt) یک منطقهٔ مسکونی در سوئد است که در بخش اومیا واقع شده‌است.